# Тамата, Абел
Абел Тамата (нидерл. Abel Tamata; род. 5 декабря 1990 года в Берген-оп-Зоме, Нидерланды) — нидерландский и  конголезский футболист, игравший на позиции защитника.
Провёл один матч за сборную ДР Конго.

## Клубная карьера
Тамата — воспитанник клуба ПСВ. 16 декабря 2010 года в поединке Лиги Европы против харьковского «Металлиста» Абел дебютировал за команду из Эйндховена. 17 апреля 2011 года в матче против «Хераклеса» он дебютировал в Эредивизи. В своем первом сезоне Тамата стал обладателем Кубка Нидерландов.
В 2012 году Абел на правах аренды перешёл в «Роду», для получения игровой практики. 11 августа в поединке против «Зволле» он дебютировал за новую команду.
30 июня 2015 года Абела на правах свободного агента перешёл в «Гронинген». 12 августа в матче против «Твенте» он дебютировал за новую команду.

## Международная карьера
В марте 2015 года Тамата получил вызов в сборную своей исторической родины Демократической Республики Конго.

## Достижения
Командные
 ПСВ
- Чемпион Нидерландов — 2014/15
- Обладатель Кубка Нидерландов — 2011/12